# Manila Sunset
O Manila Sunset é uma cadeia americana de restaurantes de temática filipina dirigida aos filipinos estrangeiros. Apresenta principalmente alimentos da sua cultura e situa os seus sete locais em zonas com maior concentração de filipinos, operando no Sul da Califórnia e em Washington.
O restaurante é gerido e propriedade de uma família. Os seus ingredientes são feitos de raiz e, na sua maioria, enviados das Filipinas.

## História
A primeira loja da cadeia abriu em 1985, na Sunset Boulevard de Los Angeles, inspirando o nome do restaurante, juntamente com a ideia de que Manila era conhecida pelos seus pores do sol. O fundador, Ben Halili, que emigrou das Filipinas para os Estados Unidos, pretendia fornecer comida aos filipinos nos Estados Unidos que tinham saudades da comida dos seus antepassados. Halili tinha anteriormente um restaurante chamado “Mami's Best”. O restaurante tornou-se então popular entre pessoas de outras culturas, não apenas das Filipinas. O filho de Ben, Jay Halili, assumiu mais tarde a direção do negócio.

## Localizações
Em junho de 2023, Manila Sunset tem sete locais, com seis no sul da Califórnia (Cerritos, Los Angeles, National City, North Hills, Rancho Cucamonga e West Covina) e um em Seattle. Atualmente, não está planejando expandir.

## Recepção
A cadeia foi elogiada pelo Los Angeles Times pelo seu menu exótico e barato. O Inland Valley Daily Bulletin também fez uma crítica positiva.